# Špalíček
Špalíček (prt: O Ano Checo) é uma longa-metragem de animação stop-motion de marionetas, dirigido pelo animador checoslovaco Jiří Trnka. Foi a primeira longa-metragem realizada por Jiří Trnka, tenho ganho vários prémios internacionais e tornando o seu nome famoso no mundo da animação.

## Enredo
Os costumes e contos tradicionais de uma aldeia checa são retratados em seis sequências distintas: "Entrudo", "Primavera", "Lenda sobre São Procópio", "A Feira", "A Festa" e "Belém".

## Prémios
| Ano  | Prémio                                                     | Status |
| ---- | ---------------------------------------------------------- | ------ |
| 1948 | Festival Internacional de Cinema de Veneza - Medalha Benal | Venceu |